# Globussyndrom
Das Globussyndrom oder Globusgefühl (lateinisch Globus hystericus oder Globus pharyngis) ist hauptsächlich durch das Gefühl gekennzeichnet, bei sonst unbehindertem Schluckakt einen „Kloß“ im Hals zu haben und eventuell auch schlechter atmen zu können.
Bei einem Globussyndrom ist das Schlucken von Speichel bzw. das leere Schlucken unangenehm oder schmerzhaft, das Atmen kann als erschwert und anstrengend empfunden werden. Ein Zwang, sich zu räuspern, und geringfügige Stimmstörungen können ebenfalls bestehen.

## Diagnostik
Für die Abklärung körperlicher (organischer) Ursachen ist eine Untersuchung der inneren und äußeren Halsorgane erforderlich:
Endoskopische Untersuchung des Schlundes (Pharynx), des Kehlkopfes (Larynx) und der Luftröhre (Trachea) auf organische Ursachen wie besonders Entzündungen, gut- oder bösartige Tumoren oder Fremdkörper. Ein Rückfluss von Magensäure (Refluxerkrankung / Laryngitis gastrica) kann diese Symptomatik bewirken.
Über eine Röntgenuntersuchung ist der Ausschluss einer Osteochondrose der Halswirbelsäule und eines verlängerten Griffelfortsatzes (lat. Processus styloideus) des Schläfenbeins mit einer daraus resultierenden Styalgie möglich. Weitere mögliche Auslöser sind Verspannungen der Halsmuskulatur, Narben nach Hals-Operationen und Vergrößerungen/Knoten der Schilddrüse (z. B. Struma).
Das Globusgefühl ist ein häufiger Begleiter von Stimmstörungen (Dysphonie).
Bei unklaren Schluckbeschwerden sollte eine Röntgenkinematografie (Röntgenvideografie) – eine Ösophagusdarstellung – während des Schluckakts durchgeführt werden.
Nach Ausschluss organischer Gründe für das Globusgefühl ist an psychosomatische Ursachen wie z. B. Stress oder an eine somatisierte Depression zu denken.